# Pelexia adnata
Pelexia adnata là một loài thực vật có hoa trong họ Lan. Loài này được (Sw.) Poit. ex Rich. mô tả khoa học đầu tiên năm 1818.